# Charles Wachira Maina
Charles Wachira Maina (* 1982) ist ein kenianischer Langstreckenläufer, der sich auf Straßenläufe spezialisiert hat.
2008 wurde er Siebter beim Nairobi-Marathon. 2010 stellte er beim Halbmarathonbewerb des Paderborner Osterlaufs einen Streckenrekord auf, wurde Zweiter beim Halbmarathon des Wachau-Marathons und Fünfter bei der Route du Vin. Beim Hamburg-Halbmarathon verbesserte er 2014 den Streckenrekord auf 1:01:41h.

## Persönliche Bestzeiten
- Halbmarathon: 1:01:13 h, 3. April 2010, Paderborn
- Marathon: 2:14:45 h, 26. Oktober 2008, Nairobi